# Cryptus mentigus
Cryptus mentigus är en stekelart som först beskrevs av Henry Keith Townes, Jr. 1962.  Cryptus mentigus ingår i släktet Cryptus och familjen brokparasitsteklar. Inga underarter finns listade i Catalogue of Life.